# Från Frälsaren på korsets stam
Från Frälsaren på korsets stam är en passionspsalm av Kämpe Gleerup från 1913. Författaren behandlar syndens borttagande (som skuld inför Gud) med allusioner på ett flertal bibelställen (bl.a. från Psaltaren 103 och Mika 7). Psalmen trycktes i Svenska kyrkans missionstidning den 1 februari 1923 med rubriken "Så helt förlåter Gud" och underrubriken "Fem trösterika bilder ur Skriften".
Melodin angavs från början vara den till I himmelen, i himmelen. Senare spreds en melodi som uppgavs vara från Skåne. Men från och med 1955 har en melodi av Artur Erikson helt dominerat (D-dur, 6/8). Det är också genom hans melodi som sista raden i varje vers kommit att repriseras.

## Publicerad i
- Nr 202 i Sionstoner 1935 under rubriken "Passionstiden".
- Nr 604 i Psalmer och Sånger med versen "Mitt hjärtas svåra plågoris" utelämnad, under rubriken "Att leva av tro - Skuld - förlåtelse".[1]
- Nr 764 i EFS-tillägget 1986 med versen "Mitt hjärtas svåra plågoris" utelämnad, under rubriken "Skuld, förlåtelse".